# Prince of Broadway
Pour plus de détails, voir Fiche technique et Distribution.
Prince of Broadway est un film américain réalisé par Sean Baker, sorti en 2008.

## Synopsis
Lucky, un immigrant ghanéen en situation irrégulière, vit à New York dans le quartier de la mode et gagne sa vie en revendant des contrefaçons. Il partage son temps libre avec son ami Levon et sa petite-amie Karina. Tout bascule quand son ex-copine le retrouve et lui jette littéralement un enfant dans les bras et en prétendant qu'il est le père.

## Fiche technique
Sauf indication contraire, les informations mentionnées dans cette section peuvent être confirmées par la base de données cinématographiques IMDb,  présente dans la section « Liens externes ».
- Titre français : Prince of Broadway
- Réalisation : Sean Baker
- Scénario : Sean Baker et Darren Dean
- Costumes : Stephonik Youth
- Photographie : Sean Baker
- Montage : Sean Baker
- Pays d'origine : États-Unis
- Format : Couleurs - 35 mm
- Genre : drame
- Durée : 100 minutes
- Dates de sortie :
  - États-Unis : 22 juin 2008 (Los Angeles Film Festival)
  - France : 23 octobre 2024

## Distribution
- Prince Adu : Lucky
- Karren Karagulian : Levon Krikorian
- Aiden Noesi : Prince
- Keyali Mayaga : Karina
- Kat Sanchez : Linda
- Victoria Tate : Nadia

## Sortie

### Accueil critique
En France, le site Allociné donne une moyenne de 3,1⁄5, d'après l'interprétation de 4 critiques de presse.